# ソフトバンク
ソフトバンク株式会社（英: SoftBank Corp.）は、東京都港区に本社を置く、携帯電話などの移動体通信（MNO）や長距離・国際通信を提供する日本の大手通信キャリア。旧商号はソフトバンクモバイル株式会社（2015年7月1日付で商号変更）。ソフトバンクグループの連結子会社。
日経平均株価およびTOPIX Large70、JPX日経インデックス400の構成銘柄の一つ。
協業によるMVNOや合併により引き継いだ他ブランド（PHS事業を含む）などについては、それぞれ別記事で扱う。

## 概説
法人上の源流は日本国有鉄道（旧国鉄）の分割民営化に先立ち、1986年に旧国鉄の鉄道電話事業の継承を目的として設立された、鉄道通信株式会社である。その後の1989年、初代日本テレコムを合併のうえ、2代目日本テレコム株式会社に改称した。
1991年、日本テレコムは携帯電話事業に参入するため、Pacific Telesis、JRグループ他との共同で関東甲信・東海・近畿の各地域に「デジタルホン」グループを設立。
一方で、北海道・東北・北陸・中国・四国・九州では1994年、日産自動車等と共同でデジタルツーカーを設立。IDOとDDIセルラーと同じく、ローミングにより全国サービスを提供した。
1997年、デジタルホン・デジタルツーカーの共通ブランドとして「J-PHONE」を制定。
2000年11月、国内で初めてカメラ付き携帯電話（J-SH04）を市販化し、キャンペーンの一環として行った「写メール」はジェイフォンのシェアを引き上げるきっかけとなった。
同年、英国最大の通信キャリアのVodafone Group PLCが、ジェイフォンの買収を通じて日本事業への参入を図っていた。一方で、2代目日本テレコムは乗っ取りを懸念し、BT GroupやAT&Tからの出資を受け入れていた（1999年）。しかし2001年10月、Vodafone Group PLCによる買収が成立し、同社の傘下企業となった。
これを受けて、宣伝や端末などには「J-PHONE」と「Vodafone」を併記したシンボルロゴを直ちに採用。2002年には3Gのサービスとして「Vodafone Global Standard（後にVodafone 3Gを経て、SoftBank 3G）」を開始した。
2003年10月、Vodafone Group PLCは日本テレコムを、米国の投資ファンドのRipplewood Holdings LLCへ売却。翌2004年11月、ボーダフォン株式会社（ボーダフォン・ジャパン）へ改称。
他方で、ボーダフォン・ジャパンは競合他社との価格競争の激化や、通信エリアの不満から解約数が多くなっていた（2004年7月）。
2006年3月、携帯電話事業参入を計画していたソフトバンク（初代ソフトバンク）が、ボーダフォン・ジャパンの買収を発表。同年10月1日、初代ソフトバンクによる子会社化を経て、商号をソフトバンクモバイル株式会社に変更するとともに、ブランド名も「SoftBank」に変更した。
2007年4月より、「口座振替のお知らせ」や「利用料金の案内」など紙面での請求書を有料化した。
2015年4月1日、グループ会社のソフトバンクBB、ソフトバンクテレコム、ワイモバイルの3社を合併。これに伴い、完全親会社のBBモバイルの出資が75.81%、ソフトバンクで24.18%（グループ合算で99.99%）、その他0.01%の出資構成となった。合併に伴う社名変更は行われずとも、BBおよびワイモバイルのADSL事業、テレコムの長距離・国際事業といった固定系通信事業も手掛けることになる。また、ワイモバイルを継承したことにより、一社で固定通信とPHSを兼営することになった。
2015年7月1日、親会社のソフトバンクグループ（同日、旧社名の初代ソフトバンクより変更）から「ソフトバンク」の名を引き継ぐ。なお、携帯電話事業は過去の経緯などを踏まえて、現在も「SoftBank」と「Y!Mobile」のマルチブランドとして併存している。
同年12月1日付で、中間持株会社のモバイルテックとBBモバイルがソフトバンクグループに合併され、同社が99.99%の株式を直接保有することになった。
2021年9月15日から17日までオンライン開催されたビジネスイベント「SoftBank World 2021」基調講演において、孫正義は「ロボットの時代とAIの時代をかけ合わせる、“スマボ”の時代がやって来る」と語り、労働人口減少や生産性の低迷から、競争力が低迷しつつある日本社会の将来を救い、日本の復活のカギになるのは、”スマボ”であるとのビジョンを示した。Tesla Botなどの例を挙げ、具体的にはAIによる自動化や高度な検知・判断機能に加え、ディープラーニングによる作業の正確化を通じて、これまで人間が行っていた作業を代わりに行うことで、生産性の向上や作業工数の削減につながるとした。

## 沿革
参照：

### 1980年代
- 1984年（昭和59年）10月 - 初代日本テレコム株式会社を創立。
- 1986年（昭和61年）12月9日[16] - 国鉄民営化に先立ち、鉄道通信株式会社を設立。
- 1987年（昭和62年）3月 - 第一種電気通信事業許可を取得。
- 1987年（昭和62年）4月 - 旧国鉄から基幹通信網を承継し、JR電話サービス・専用サービスの営業開始[5]。
- 1989年（平成元年）5月1日 - 初代日本テレコムを合併のうえ、2代目日本テレコム株式会社に商号変更[6]。

### 1990年代
- 1991年（平成3年）2月 -「0088カード」サービスを開始。
- 1991年（平成3年）7月 - 携帯・自動車電話事業に参入。
- 1994年（平成6年）9月6日 - 東京・大阪の各証券取引所の第二部市場に上場。
- 1996年（平成8年）9月 - 東京・大阪の各証券取引所の第一部市場に銘柄指定替え。
- 1997年（平成9年）4月 -「ODN」サービスを開始。
- 1997年（平成9年）10月1日 - 日本国際通信を吸収合併[17]。
- 1998年（平成10年）5月25日 - ビーティ・コミュニケーションズ・サービスを設立。
- 1998年（平成10年）11月30日 - 大手自動車メーカーの日産自動車等と共同で、次世代携帯電話システム「IMT-2000」の事業性を調査することを目的に、アイエムティ二千企画（後のボーダフォン）を設立[広報 2]。
- 1999年（平成11年）4月 - 英国の大手通信キャリアのBritish Telecommunications PLC（BTグループ）、米国最大の通信キャリアAT&T Inc.（AT&T）の両社と包括的提携契約を締結[18]。
- 1999年（平成11年）8月31日 - 日本テレコムコミュニケーションズサービス[注 5]を完全子会社化。

### 2000年代
- 2000年（平成12年）4月1日 - 連結子会社のアイエムティ二千企画が、ジェイフォンに商号変更[19]。
- 2000年（平成12年）5月1日 - 連結子会社の日本テレコムコミュニケーションズサービスを吸収合併[20]。
- 2001年（平成13年）5月 - 市内電話サービスの提供を開始。
- 2001年（平成13年）10月 - 英国の大手通信キャリアのVodafone Group PLCによる株式公開買付け（TOB）を経て、同社が親会社となる[7]。
- 2001年（平成13年）11月1日 - 連結子会社のジェイフォンがジェイフォン東日本、ジェイフォン東海、ジェイフォン西日本を吸収合併[21]。
- 2002年（平成14年）7月 - 2代目日本テレコムの一部事業を分社化。

| ① システム・ソリューション事業を、ジャパン・システム・ソリューションとして分社化。 |  | ② 携帯電話の販売代理店事業を、テレコム・エクスプレスに承継。 |

- 2002年（平成14年）8月1日 - 純粋持株会社体制に移行[22]。

| ① 固定通信事業を、3代目日本テレコム（後の初代ソフトバンクテレコム）として分社化。 |  | ② 2代目日本テレコムは、日本テレコムホールディングス株式会社に商号変更。 |

- 2003年（平成15年）6月 - 委員会設置会社[注 6]に移行。
- 2003年（平成15年）10月1日 - 連結子会社のジェイフォンがボーダフォンに商号変更するとともに、事業ブランドを「ボーダフォン」に統一[23]。
- 2003年（平成15年）11月14日 - 3代目日本テレコムの全株式を、米国の投資ファンドのRipplewood Holdings LLCに売却[8]。
- 2003年（平成15年）12月10日 - ボーダフォンホールディングス株式会社に商号変更[24]。
- 2004年（平成16年）10月1日 - 連結子会社のボーダフォンを吸収合併のうえ、2代目ボーダフォン株式会社（ボーダフォン・ジャパン）に商号変更[25]。
- 2004年（平成16年）12月 - 海外でも携帯電話のTV電話機能を利用できる「国際ローミングTVコール」を開始。
- 2005年（平成17年）8月1日 - 東京と大阪の両証券取引所より上場廃止[26]。
- 2006年（平成18年）4月25日 - 初代ソフトバンクが中間持株会社のBBモバイルを通じて、ボーダフォン・ジャパンの株式97.64％を取得。親会社が初代ソフトバンクとなる[27]。
- 2006年（平成18年）8月15日 - BBモバイルを完全親会社、ボーダフォン・ジャパンを完全子会社とする株式交換が完了[11]。
- 2006年（平成18年）10月1日 - ソフトバンクモバイル株式会社に商号変更[注 7]するとともに[28]、ブランド名を「SoftBank」に変更[29]。
- 2007年（平成19年）6月 - 監査役会設置会社に移行。
- 2008年（平成20年）7月 - ビッグ・テックのApple Inc.の「iPhone 3G」を日本で独占販売。

### 2010年代
- 2010年（平成22年）3月 - PDC方式の「SoftBank 6-2」が停波。
- 2010年（平成22年）4月1日 - 連結子会社のジャパン・システム・ソリューション、ジャパン・モバイル・コミュニケーションズ、ソフトバンクモバイルサポートの3社を吸収合併[30]。
- 2010年（平成22年）4月 - ソフトバンク初のAndroidスマートフォン「HTC Desire」を発売。
- 2012年（平成24年）2月 - LTEデータ通信サービス「SoftBank 4G」（AXGP方式）の提供を開始。
- 2012年（平成24年）7月 - 900MHz帯（プラチナバンド）を使用した通信サービスの提供を開始。
- 2012年（平成24年）9月 - FDD-LTE方式の高速データ通信サービス「SoftBank 4G LTE」の提供を開始。
- 2013年（平成25年）2月 -「ソフトバンク衛星電話サービス」の提供を開始。
- 2013年（平成25年）3月 - イー・アクセス（後のワイモバイル）の1.7GHz帯を活用した「ダブルLTE」の提供開始。
- 2014年（平成26年）6月25日 - 陸上自衛隊中部方面隊との災害協定締結を発表[31]。
- 2014年（平成26年）12月25日 - 海上保安庁との災害協定締結[32]。
- 2014年（平成26年）12月 -「VoLTE」による音声通話サービスの提供を開始。
- 2015年（平成27年）4月1日 - グループ会社のソフトバンクBB、2代目ソフトバンクテレコム、ワイモバイルの3社を吸収合併。これに伴い、移動体通信事業に加え、固定通信事業も手掛けることになる[12]。
- 2015年（平成27年）7月1日 - 2代目ソフトバンク株式会社に商号変更[33]。
- 2015年（平成27年）7月 - テレコム・エクスプレスを合併。
- 2015年（平成27年）9月15日 - ソフトバンク・ペイメント・サービスを完全子会社化。
- 2016年（平成28年）4月 -「ソフトバンクでんき」の提供開始。
- 2016年（平成28年）4月 - スマートモビリティーの事業化に向け、東京大学発のベンチャー企業の先進モビリティと共同でSBドライブ（現：BOLDLY）を設立[34]。
- 2016年（平成28年）7月1日 - 親会社がソフトバンクグループジャパン合同会社に異動[広報 3][広報 4]。
- 2017年（平成29年）4月24日 - ソフトバンクグループジャパンとソフトバンクグループインターナショナルの合併に伴い、親会社がソフトバンクグループインターナショナル（現：ソフトバンクグループジャパン株式会社）に異動[35][36]。
- 2017年（平成29年）5月15日 - ソフトバンクコマース&サービス（現：SB C&S）を子会社化。
- 2017年（平成29年）10月 - 太平洋横断海底ケーブル「JUPITER」に係る6社[注 8]共同建設協定を締結[広報 5]。
- 2017年（平成29年）11月16日 - 大手自動車メーカーの本田技研工業との間で、5Gを用いた「つながるクルマ」技術の共同研究を発表[37]。
- 2018年（平成30年）1月 - 旧イー・モバイルのネットワークが停波。
- 2018年（平成30年）3月 - Wireless City Planningを子会社化。
- 2018年（平成30年）4月1日 - 親会社のソフトバンクグループインターナショナルより、SBメディアホールディングスやソフトバンク・テクノロジー、SBプレイヤーズなど12社の全株式を取得[広報 6]。
- 2018年（平成30年）4月2日 - 格安スマホを手掛けるLINEモバイルの第三者割当増資を引受け、同社の株式51.0％を取得[38]。
- 2018年（平成30年）5月1日 - 初代ヤフー（後のZホールディングスを経て、現在のLINEヤフー）より、IDCフロンティアの全株式を取得[39]。
- 2018年（平成30年）7月1日 - グループ会社のTVバンクと、スポーツライブエンターテインメントを合併[40]。
- 2018年（平成30年）10月5日 - 大手自動車メーカーのトヨタ自動車と共同MaaS事業者として、MONET Technologiesを設立[41]。
- 2018年（平成30年）11月 - Googleの自社ブランド「Pixel 3」を発売。
- 2018年（平成30年）12月6日 - 過去最大規模の通信障害が発生、4〜5日間で約1万件もの解約があったことを公表[42]。
- 2018年（平成30年）12月19日 - 東証第一部市場に再上場[43]。市場コードは9434（ボーダフォン時代と同一）[44]。初値は1463円。終値1282円で、公開価格である1500円を15%下回った[45][46]。
- 2019年（令和元年）6月 - 初代ヤフーを連結子会社化。
- 2019年（令和元年）7月 - ライバルのNTTドコモやKDDIとともに、内閣府と災害対応に関する連携協定を締結[47]。
- 2019年（令和元年）9月 - 5Gの無線局免許を取得。

### 2020年代
- 2020年（令和2年）3月 - 米国の大手デジタルマップ開発会社のMapbox, Inc.と共同で、Mapbox Japan JVを設立[48]。
- 2020年（令和2年）3月 -「SoftBank 5G」の商用サービスを提供開始。
- 2020年（令和2年）4月1日 - KDDIと共同で、5G JAPANを設立[49]。
- 2020年（令和2年）4月2日 - 国内最大手の総合物流事業者の日本通運と共同で、MeeTruckを設立[50]。
- 2020年（令和2年）6月15日 - 大日本印刷系で大手システムインテグレーターの日本ユニシス（現：BIPROGY）と共同で、エアトラストを設立[51]。
- 2020年（令和2年）6月19日 - メガバンクのみずほフィナンシャルグループとの間で、次世代型金融事業での戦略的提携を締結[52]。
- 2020年（令和2年）7月 - 東京大学、ソフトバンクグループ、2代目ヤフーの4社共同で、Beyond AI 研究推進機構を設立（AIの共同研究を開始）[広報 7]。
- 2020年（令和2年）10月12日 - スマホ証券子会社のOne Tap BUYを、大手総合証券会社のみずほ証券との共同経営体制に移行させたうえで翌2021年1月にPayPay証券に商号変更することを発表[53]。
- 2021年（令和3年）1月1日 - 東京都港区海岸一丁目の東京ポートシティ竹芝オフィスタワーに本社移転。
- 2021年（令和3年）3月17日 - LINEとの協業によるオンライン専用ブランド「LINEMO」のサービスを開始[54]。
- 2021年（令和3年）5月 -「カーボンニュートラル2030宣言」を発表。
- 2021年（令和3年）6月28日 - TOBにより、ネット広告代理店のイーエムネットジャパンの株式41.0%を取得[55]。
- 2021年（令和3年）6月 - 次世代電池の評価・検証を行う施設「ソフトバンク次世代電池Lab.」を設置。
- 2021年（令和3年）7月1日 - 汐留モバイルを吸収合併[56]。
- 2021年（令和3年）9月 - 愛知県スタートアップ支援拠点整備等事業を担うSPCとして、STATION Aiを設立[57]。
- 2021年（令和3年）10月1日 - SBクラウドを吸収合併[58]。
- 2022年（令和4年）2月 - 独立社外取締役による特別委員会の設置。
- 2022年（令和4年）3月1日 - 連結子会社のLINEモバイルを吸収合併[59]。
- 2022年（令和4年）4月1日 - ウィルコム沖縄を吸収合併[60]。
- 2022年（令和4年）4月 - 東証の市場区分見直しに伴い、プライム市場に移行。
- 2022年（令和4年）7月 - 「ソフトバンクAI倫理ポリシー」を策定。
- 2022年（令和4年）10月 - 国内最大手のスマホ決済サービスのPayPayを連結子会社化[61]。
- 2023年（令和5年）4月12日 - 通信障害発生時にKDDI（au）のネットワークが利用できる副回線（デュアルSIM）サービスを開始[62]。
- 2023年（令和5年）10月1日 - 連結子会社のHAPSモバイルを吸収合併[63]。
- 2024年（令和6年）3月 - アイルランドの大手EVプラットフォームのCubic Telecom Ltd.の持分51.0％を取得[64]。
- 2024年（令和6年）7月31日 - 3Gサービスを終了[注 9]。サービス終了後は4G・5Gに特化し周波数の領域の有効活用に努める[広報 8]。
- 2024年（令和6年）8月31日 - 衛星電話サービス（スラーヤ）を終了[広報 9][65]。
- 2025年（令和7年）4月1日 - PayPay証券の保有分全株式を、連結子会社のPayPayに譲渡[66]。

## 主なサービス

### 移動通信サービス
- SoftBank (携帯電話)
- Y!mobile
- LINEMO
- おうちのでんわ

### インターネット接続サービス
- SoftBank Air
- Yahoo! BB光 with フレッツ
- SoftBank光
- Yahoo! BB ADSL
- ODN
- SpinNet

### 固定電話サービス
- おとくライン
- フリーコールスーパー
- マイライン/マイラインプラス
- 0088電話サービス
- 0061国際電話サービス
- ボイスネット
- 国際ISDN
- IP-One IPフォン
- JR電話サービス
- NURO 光 でんわ（提供元）
- ケーブルライン（ケーブルテレビ事業者用IP電話（直収電話）サービス）

### 電気サービス
- おうち電気

### ロボット
- Pepper
- ラーメンロボット「CHEFFY（シェフィー）」 - 最新のスチーム技術で本格的なラーメンを90秒で調理。有名ラーメン店と共同開発した[67]。

## 携帯電話事業の動向
ソフトバンクモバイルに改称した2007年度から純増数ではNTTドコモやau（KDDI・沖縄セルラー電話連合）、イー・モバイル（ワイモバイル・ウィルコム沖縄連合）などを抑え1位となる月が増え、純増数が26か月連続で首位となり、翌月NTTドコモに抜かれるが再度その翌月に首位となるなど激しい加入者競争を繰り広げた。これは「ホワイトプラン」「ホワイト家族24」など契約期間を約束する代わりに基本料金を抑えたプランの人気が高いことに加えて、いわゆるスパボ一括、法人向けには大規模な無料貸し出し（実質の相対無料プラン）を行っていること、2011年夏まではソフトバンクモバイルの専売機種であったiPhone・iPadの人気などが理由として挙げられる。
日本国内の携帯電話契約数（SoftBank+Y!Mobile）は約5400万契約である（2023年9月末現在）。
NTT東西のナンバーリクエストに相当するネットワークサービス（ネットワーク上での非通知拒否）は、国内のMNO（移動体通信事業者）では唯一対応していない。このため、同社のMVNOであるEMOBILE 4G-SやWILLCOM CORE 3Gなど、自社回線では対応していながらもMVNO回線では対応していないという現象も生じている。
口座振替のお知らせ・利用料金の案内など紙の請求書は2007年4月より有料化された。

### マルチブランド戦略
2015年4月1日にワイモバイルを合併したあと、ワイモバイルが行っていた通信サービス「Y!mobile」を、引き続き自社サービスとしており、実質的に「Softbank」に次ぐ第2の通信サービス（いわゆるサブブランド）となっている。合併以前は、一方が他方のMVNOとして双方の通信エリアを利用していたものが、合併によりどちらも自社網として利用する形に移行したことになる。
さらに、2018年4月にはLINEが運営するMVNO・LINEモバイルの株式の51%を取得して子会社とした。これにより、ソフトバンクには自社およびグループ企業を合わせて、SoftBank・Y!mobile・LINEモバイルという3つのブランドを抱えることになった。2021年2月、菅政権の値下げ要望により、オンライン専用廉価プランのLINEMOを発表。LINEモバイルは新規受付は終了した。ソフトバンクでは、上記3ブランドを下記のようにカテゴライズしている。
- SoftBank - 大容量ユーザー・ビジネスユーザー
- Y!mobile - ライトユーザ
- LINEMO - オンライン専用、デジタルネイティブなど
- LINEモバイル - 小容量ユーザー向け格安SIM（LINEモバイルの新規受付を終了して今のLINEMOの役割をしている）

## 出資会社の変遷

### ボーダフォンによるジェイフォンの買収
ジェイフォンの親会社であった日本テレコム（以下「J-Tele」）は、デジタルツーカー各社の共同出資者である日産自動車の資本撤退により、同社が債務保証をしていた設備投資にともなう借入金8,000億円の負担やW-CDMAの設備投資を控えていた。1999年に米国のAT&T、英国のBTグループからそれぞれ15%ずつの出資受け入れにより資金調達を図った。J-Teleの親会社であったJR各社はJ-Tele株の33.8%を保持していたため経営権は確保されていたが、国鉄時代からの債務縮小に力を入れていたJRにとってJ-Teleはコストがかかる会社でしかなく、さらにJ-TeleはJRに断りなく外資導入を決めたため、JRとの関係は悪くなる一方だった。
1999年に事業会社のジェイフォンに直接出資していた米国エアタッチ・コミュニケーションズが英ボーダフォンに買収（2014年にベライゾン・ワイヤレスへ売却）されたことにより、英ボーダフォンが経営参画。英ボーダフォンはジェイフォンの買収により日本の携帯電話市場への参入を目論み、2001年にAT&T、BTグループ、JR東海、JR西日本が手放したJ-Teleの株式を購入。同年9月にはTOB実施によりJR東日本からもJ-Teleの株式を取得し、出資比率を66.73%にまで上げて英ボーダフォンの子会社となった。
J-Teleを子会社化した直後の2001年10月、英ボーダフォンは逸早くブランドを「Vodafone」に移行することを決定。J-PHONEにVodafoneを併記するデュアルロゴを採用して、ブランド認知度向上を図った。また、さらなる認知度と好意度、選好度向上を目指して、メールアドレスのドメイン強制変更を断行したが、これは大きな反感を買い混乱を招いた。このため、ソフトバンクになった現在においても割り当てられたVodafoneドメインのメールアドレスを初期状態のまま変更しない限り、ジェイフォン時代のドメインを使用したメールアドレスにメールを送信しても受信できるようにしている。
ジェイフォン時代には写メールなどのサービス展開により契約純増数を確実に増やし、2002年3月末には戦略を決めあぐねていたauを全体シェアで追い抜き、わずか1か月とはいえ、累計加入者数で2位となったこともあった。しかし日本とヨーロッパで統一した仕様の端末を出す「コンバージェンス端末」戦略をとったために、「写メール」に続く話題となるサービスを出せなかった。その結果、クアルコムチップの進化とともに「着うた」などのサービスをリリースしたauなど他キャリアにシェアを奪われてしまう。
また、後述する「ボーダフォンから10の約束」をのちに反故する形となったり、ほとんどの利用者にとって事実上の値上げとなった料金改定、端末調達絞り込みによる魅力減など、各施策の多くは裏目に出た。
こうした経緯から英ボーダフォンは日本事業の見直しを迫られ、元NTTドコモ副社長の津田志郎をヘッドハンティングしたり、設備投資を増加させるなど手を打った。しかし株主からの利益確保への圧力、米国ベライゾン社の買収の失敗、成長市場への資本集中などが重なったことと、ソフトバンクからの買収申し入れもあり、本国のアルン・サリーンCEOが日本事業からの撤退を決断。こうして日本におけるVodafoneの歴史は幕を閉じた。

#### ボーダフォン買収以前の資本構成
東日本・東海・西日本のジェイフォン地域会社統合以前（2001年2月）のジェイフォン株式会社の出資比率は、以下のとおりであった。
- 日本テレコム株式会社 - 54%

法人格は鉄道通信に遡り、VFG買収後は日本テレコムホールディングス→ボーダフォンホールディングス→ボーダフォン→ソフトバンクモバイル→ソフトバンクとなっている。
- 英ボーダフォン（旧エアータッチ・コミュニケーションズ） - 26%
- 英BTグループ - 20%

#### ボーダフォンから10の約束
2003年10月にボーダフォンへ社名変更を行う際に新施策を告知したもの。企業・経営理念のような箇条書きであるが広告展開に過ぎず、同時期になってパケット定額制を導入するなど他社では当たり前のことやサービス名の変更など抽象的なフレーズが占めていた。
これを期に開始したハッピーボーナス・ハッピータイムなど新割引サービスとインセンティブの支出増加で2004年3月期は減益・赤字決算となり、2004年6月にはハッピータイムを終了。「ボーダフォンから10の約束」は半年ほどで消滅した。その後、約束反故として記者会見などで後々にまで語られることとなる。内容は以下の通り。
1. 機種変更、お求めやすく
2. 料金プランや割引サービスをパワーアップ
3. 先進機能搭載、優れたデザインの携帯を次々と
4. Eメール受信は今までどおり
5. 「J-スカイ」は「ボーダフォンライブ!」へ飛躍します
6. 「ジェイフォンショップ」は「ボーダフォンショップ」へ
7. もっとグローバルに
8. TVコールサービスを使いやすく
9. パッケージプランの提供
10. 「ジェイフォン」のケータイは引き続きご利用いただけます

### ソフトバンクグループによる買収
ソフトバンク（現・ソフトバンクグループ）は2006年3月17日、英ボーダフォンから日本法人を1兆7,500億円で買収する契約を結んだと発表した。2か月以内に子会社を通じて買取を完了する。買収資金のうちの1兆800億円程度は買収先のボーダフォン株式などを担保に資金を調達するLBO方式であり、残りをソフトバンクやYahoo!JAPANが出資する形でまかなわれることを明らかにした。
当初、英ボーダフォンは日本法人株の一部を継続して保有し、ある程度の影響力を保持しようと考えていたが、ソフトバンクとの幾度となる交渉によって結果として保有株のすべてを譲渡した。しかし英ボーダフォンは日本から完全に撤退するのではなく、両社は戦略提携をし、ジョイントベンチャー（共同企業体）を設立する。また、英ボーダフォンは2006年4月27日までに、3,000億円相当の優先株式・新株予約権と1,000億円相当の劣後債の投資をBBモバイルに対して行っている。
2006年10月1日にボーダフォン株式会社は社名をソフトバンクモバイル株式会社、ブランド名をSoftBankに変更した。
2011年11月30日をもって、英ボーダフォンとソフトバンクモバイル間の法人向けを中心とした提携契約の更新を行わず、翌日よりボーダフォンがNTTドコモを中心としたコネクサスモバイルアライアンスに加入する事業者の一部と提携する方針であることが明らかになっている。

#### 4つのコミットメント
2006年5月10日、ボーダフォン買収完了後初の決算発表会において、ボーダフォン改革の4つのコミットメントが発表された。圏外が多い、端末に魅力がないなどの理由から解約が多かったとして、3G基地局を現行の2万局から年度内に4万6,000局に増やすこと、日本のユーザのニーズに合わせた端末づくりを行うことなどが約束された。
1. 3Gネットワークの増強
2. 3G端末の強化
3. コンテンツの強化
4. 営業体制・ブランディングの強化

#### 経過
- 2006年2月 - MVNOでのボーダフォンとソフトバンク提携交渉を行っていると報道される。
- 2006年3月3日 - 英ボーダフォン、ボーダフォン日本法人買収交渉の事実を認める。
- 2006年3月4日 - ソフトバンク、ボーダフォン日本法人買収交渉の事実を認める。
- 2006年3月17日 - 英ボーダフォンはボーダフォン日本法人をソフトバンクに1兆7500億円で譲渡することを決定。また公式発表をしたソフトバンク社長の孫正義は基本的には新ブランドに切り替える意向を示した。新ブランドの詳細については「できるだけ早い時期に決めていきたい。まだ決定しておらず、これから検討していく」と述べた。
- 2006年3月17日 - ソフトバンク、ホームページに買収決定後初めてのコメントを掲載。
- 2006年4月4日 - ソフトバンク、BBモバイルを通して1株31万3456円でTOBを実施。
- 2006年4月14日 - ボーダフォン、ホームページに今後の方針「お客さま第一主義の継続」を掲載。メールアドレスのドメイン名や現行サービス継続の意向を表明。
- 2006年4月24日 - 5月1日より本社を港区愛宕にある愛宕グリーンヒルズMORIタワーからソフトバンク本社と同じ同区東新橋の東京汐留ビルディングに移転することを発表。ソフトバンクグループ企業との連携強化のためとしている。
- 2006年4月27日 - ソフトバンク、BBモバイルを通して英ボーダフォン所有のボーダフォン日本法人株を買い付けると同時にメトロフォン・サービスの全株式を買い付けすることにより、同社が保有する株も合わせて取得することで、ボーダフォン日本法人株540万2913株（発行済株式数99.54%）を取得。
- 2006年4月28日 - ソフトバンク社長孫正義が、ボーダフォンの取締役会議長ならびに代表執行役社長兼CEOに就任。
- 2006年5月18日 - 同年10月1日をもって「ソフトバンクモバイル株式会社」に社名変更、ブランドもソフトバンクを基本としたものに変更することが発表された。
- 2006年6月9日 - 総務省から産業再生法の適用を受け、ボーダフォン日本法人株を100%取得する際に株式に代えて現金の交付が可能になった。
- 2006年8月15日 - ソフトバンクの完全子会社となる。
- 2006年8月25日 - ソフトバンクロゴが入った機種発売開始を発表。このロゴマークはソフトバンクグループの「〓」をあしらったものだが、色はシルバーメタリックになっている（ソフトバンク本社は、黄色=レヴォリューション・イエロー）。
- 2006年10月1日 - ソフトバンクモバイルに社名変更。

### 株主構成
（2018年12月19日現在）
- ソフトバンクグループジャパン株式会社 63.14%[74]

2015年3月までは、ソフトバンク（現ソフトバンクグループ）の孫会社であるBBモバイルが全株を保有し、BBモバイルの全株を保有する子会社モバイルテックを介して旧ソフトバンクがすべての株式を間接保有していた。なお、ボーダフォン株式会社をソフトバンクが買収する以前には、ソフトバンクが独自に携帯電話事業に新規参入する計画があった。BBモバイルはその事業会社となる予定で、総務省から2005年11月10日付でBBモバイルに対し携帯電話事業が認定されている。しかし、BBモバイルは、下記の手法でボーダフォン（日本）を傘下におさめたことで携帯電話事業に参入したため、2006年4月28日には新規参入認定を総務省に返上することを発表した。
2006年4月に行われた株式公開買い付け（TOB）では、応募があったのは99.54%で、以下の株主構成となった（旧ソフトバンクによる株式会社の完全子会社化はできなかった）。
- BBモバイル株式会社 - 529万9814株、議決権の97.6%
- メトロフォン・サービス株式会社 - 10万3099株、議決権の1.9%（メトロフォンはBBモバイルに買収され完全子会社となった）

その後、2006年6月9日に総務大臣が産業活力再生特別措置法（産活法）の事業再構築計画を認定。同年7月4日には、産活法を活用した現金交付による株式交換契約を締結。同年8月15日までに株式交換を実施し、78億円で少数株主が保有していた残りの0.46%の株式をBBモバイルが取得し、ボーダフォンを完全子会社化した。
当時の親子関係は、ソフトバンクグループ（持株会社）> モバイルテック > BBモバイル > ソフトバンクとなり、ソフトバンクグループから見ると「ひ孫会社」にあたる。
2015年4月にグループの他の通信事業者3社（ソフトバンクBB・ソフトバンクテレコム・ワイモバイル。いずれも旧ソフトバンクが直接株式を保有している）を吸収合併した結果、旧ワイモバイルの株主所有分が振り替えられたため、ごくわずかだがソフトバンクグループ以外の保有分が生じた。この時点の株主構成は以下の通り。
- BBモバイル株式会社 - 75.81%
- ソフトバンク株式会社（現ソフトバンクグループ株式会社）24.18%（間接保有込で99.99%）
- その他 0.01%

2015年12月1日に、モバイルテックおよびBBモバイルがソフトバンクグループ株式会社に吸収合併され、ソフトバンクグループ株式会社が99.99%直接保有することとなった。2016年7月1日、親会社がソフトバンクグループジャパン合同会社（現ソフトバンクグループジャパン株式会社）に異動した。

## グループ会社（主要子会社）

### コンシューマ事業
：個人顧客向けのモバイルサービス、携帯端末の販売、ブロードバンドサービス
| - SBモバイルサービス株式会社 - Wireless City Planning株式会社（ソフトバンク 31.8%） |  | - SBパワー株式会社 |

### エンタープライズ事業
：法人顧客向けのモバイルサービスやソリューションサービス。
| - SBエンジニアリング株式会社 - 株式会社IDCフロンティア |  | - 株式会社イーエムネットジャパン【東証グロース・7036】（ソフトバンク41.4%） |

### ディストリビューション事業
：法人顧客向けのICTサービス商材。個人顧客向けの通信端末関連商品・IoT機器。
SB C&S株式会社：旧SB C&Sホールディングスと旧SB C&S（初代）の合併により設立
| - BBソフトサービス株式会社 - SBフレームワークス株式会社 - ITplace株式会社 |  | - ディーコープ株式会社 - アイティクラウド株式会社 |

### メディア・EC事業
：インターネット広告。イーコマースサービス。

### ファイナンス事業
：個人顧客向けのキャッシュレス決済サービス（QRコード決済やクレジットカードなど）、スマホ証券サービス。法人顧客向けの決済代行サービス（クレジットカード・電子マネー・QRコードなど）。
| - Bホールディングス株式会社（ソフトバンク 50%） - PayPay株式会社（BHD 57.9%） - PayPayカード株式会社 - PayPay証券株式会社（PayPay 75.2%） |  | - SBペイメントサービス株式会社 |

### その他
| - PSソリューションズ株式会社 - BOLDLY株式会社 - BB Satellite株式会社 - サイバートラスト株式会社【東証グロース・4498】（ソフトバンク 58.1%） |  | - BBIX株式会社 - MagicalMove株式会社 - アイ・オーシステムインテグレーション株式会社 - アソラテック株式会社（ソフトバンク 51.0%） |

SBテクノロジー株式会社【東証プライム・4726】（ソフトバンク 54.4%）：旧ソフトバンク・テクノロジー
| - M-SOLUTIONS株式会社 - リデン株式会社（SBテクノロジー 82.6%） - フォントワークス株式会社 |  | - 株式会社 電縁 - 株式会社 環 |

SBメディアホールディングス株式会社：メディア事業の統括
| - SBヒューマンキャピタル株式会社 - ギルドワークス株式会社 - マムズラボ株式会社 - リアライズ・イノベーションズ株式会社 |  | - SBクリエイティブ株式会社 - ツギクル株式会社 - アイティメディア株式会社 - 発注ナビ株式会社 |

SBプレイヤーズ株式会社
| - オッズ・パーク株式会社 - 株式会社たびりずむ - 株式会社たねまき - 株式会社さとふる |  | - アイピーロジック株式会社 - ニューイング・ソフト株式会社 - 株式会社エデュアス |

### かつての子会社・関連会社
【ソフトバンクKK】
| - SBクラウド株式会社 - サイジニア株式会社 - LINEモバイル株式会社 - 株式会社Tポイント・ジャパン - 株式会社マルコ・ポーローズ - 株式会社ウィルコム沖縄 - HAPSモバイル株式会社 |  | - 汐留モバイル株式会社 - conect.plus株式会社 - 株式会社ビューン - 株式会社ジェネレイト - 株式会社hugmo - 株式会社ベクター |

【ソフトバンクテレコム】
| - SOFTBANK INVESTMENT INTERNATIONAL (STRATEGIC) LIMITED - イー・アドバイザー株式会社 - 株式会社ソフィアバンク - イー・ネットカード株式会社 - イー・コモディティ株式会社 |  | - 日本コグノテック株式会社 - イー・ボンド証券株式会社 - スワン・クレジット株式会社 - あざみ生命保険株式会社 - 株式会社エイブル |

【ソフトバンク・インベストメント】

## 諸問題・不祥事など

### 特別採用コース
2009年3月17日、2010年4月入社を目標に応募してきた学生の一部に、営業・企画職のみのリベンジ採用として「特別採用コース」の案内が電子メールで送られた。内容は学生に対し2009年3月23日から2009年4月12日までにソフトバンクモバイルの携帯電話の新規契約を取らせ、その結果を筆記試験・面接とともに選考基準に加えるというものである。
なお、同社では採用するか決まっていない学生に対し実質的に営業をさせることについて「筆記試験・面接にはない選考基準を設けただけで営業目的ではない」とコメントしている。なお、グループ会社のソフトバンクBBやソフトバンクテレコムも同時一括採用のため、同様の採用条件を設けている。この選考について労働基準法違反に抵触する疑いがあるとして、厚生労働省が調査を開始した。
問題が社会的に注目を集めたことから、のちにソフトバンクの新規契約数ではなく、販売モデルの提案や面接などの選考内容に変更された。

### 信用情報機関への入金誤登録事件
2009年10月8日から2013年8月6日の間に、スマホを分割購入（個別信用購入あっせん契約/割賦購入契約）した際に、分割支払金や携帯電話料金を支払っているにもかかわらず、誤った信用情報がシー・アイ・シー（CIC）と日本信用情報機構（JICC）に、料金が支払われてない「未入金」として、6万3133件が登録されていたことを、2013年10月1日に発表した。また、この事象に関連して、CRINに接続されている提携信用情報機関の全国銀行個人信用情報センター（全国銀行協会運営）の加盟会員各社との取引時に悪影響を受けた。
実際に誤登録でクレジットカード審査やローン審査など、影響を受けた件数は1万6,827件と公表しており、影響を受けたと思われる顧客に対して、ダイレクトメールで謝罪と連絡をした。また、信用情報に含まれる内容をどう扱うかは事業者によって異なるうえ、その審査内容は非公開のため「誤登録に関して、信用情報の取引時に個別・具体的にどんな影響があったかをソフトバンクモバイル側で詳細に調査・通知するのは難しい」と述べている。
誤登録事件は、2009年にコンピュータシステムを改修した際のコンピュータプログラムの設定ミスが原因で、2013年3月、利用者からソフトバンクモバイルへの問い合わせがきっかけで発覚し、同年3月末までに経済産業省に届け出ていたが、利用者への通知が誤登録発覚から6か月も後になったのは「影響範囲の確認や関係各所との調整のため、一般ユーザーへの公表までに時間がかかった」と、ソフトバンクモバイル広報は説明している。
問題発表の前日（9月30日）には、2013年冬春商戦向け新型スマートフォンの発表会を行ったが、孫正義は誤登録事件については触れず、むしろ「重大な通信障害を起こしていないのはソフトバンクだけだ」と、競合他社（NTTドコモ、au）の通信障害の事例を並べながら、850日間も重大事故がないことを強くアピールしていたが、10月3日付の産経新聞では「誤登録は通信障害ではないが、稀に見る“重大事故”だ」「個人の信用情報を傷つけ、単なる通信障害よりも社会的影響は大きい」と批判し、インターネットユーザーも、この誤登録事件について批判した。

### 申告漏れ（所得隠し）の発覚
同社が2012年から2015年までの3年間にわたり、東京国税局の税務調査によって、計約62億円の申告漏れを指摘されていたことが、2017年12月に判明した。このうち、携帯電話の通信用アンテナの耐用年数を30年に設定することで、1年あたりの資産の目減り分を毎年の減価償却費として税務申告していたことについて「減価償却費を過大に計上している」などとして約62億円の申告漏れを指摘されたほか、別会社に委託した研究開発業務費用約1億4,000万円についても所得隠しにあたると判断され、重加算税を含め約17億円を追徴課税された。

### 景品表示法違反（おとり広告）
2017年7月27日、店舗に対象となる商品を十分に準備していなかったにもかかわらず、Apple Watchを割安なキャンペーン価格で販売すると広告したとして、景品表示法違反（おとり広告）で消費者庁から再発防止の措置命令を受けた。2016年11月3日から始まるキャンペーンの初日からほぼ全店舗で過半数の種類の在庫がなかった。

### 大規模通信障害
2018年12月6日、大規模な通信障害が発生。約4,000万回線が日中の4時間半にわたって、ソフトバンクやY!mobileで通話や通信できない異例の事態に陥った。原因は通信の要となる交換機のソフトの不具合で、認証などの処理が進まず、端末が通信できなくなった。この大規模な通信障害について、総務省は電気通信事業法に基づく「重大な事故」にあたるとみて、同社に対して事故原因などの報告を求める行政指導、業務改善命令を出す方針を固めた。宮内社長は会見で、大規模通信障害の後、4〜5日間で約1万件もの解約があったことを公表した。
この日はソフトバンクだけではなく、同じ会社のソフトを使用している日本国外11の通信事業者でもほぼ同時刻に通信障害が発生したことも公表している。この影響により、現在減少傾向にある公衆電話の利用者数も増大した。

### 機密情報のロシアへの譲渡
2020年1月25日、ソフトバンクの元社員が不正に取得した機密情報を駐日ロシア連邦通商代表部の職員らに渡し、現金を受領したとして警視庁公安部に不正競争防止法違反の疑いで逮捕された。逮捕容疑は2019年2月18日、勤務していたソフトバンクのサーバーにアクセスし、営業秘密である機密情報など計2点を複製し不正に取得した疑い。ソフトバンクは「多大なるご心配とご迷惑をおかけしたことを深くおわびする」とするコメントを発表した。ソフトバンクの広報担当によれば、逮捕された元社員は事件当時は設備構築業務の省力化を推進する部門の統括部長を務めており、持ち出された疑いがあるのは工事の手順書で捜査当局から連絡を受けた後、2019年12月中旬に懲戒解雇したとしている。
7月9日、東京地方裁判所は元社員に対し不正競争防止法違反の罪で懲役2年執行猶予4年、罰金80万円の有罪判決を言い渡した。
駐日ロシア連邦通商代表部の職員についても不正競争防止法違反の教唆容疑で書類送検されたが、国外に出国しており再入国の見込みがないことから不起訴処分となった。

### 5G技術不正持ち出し
2021年1月12日、警視庁は元ソフトバンク社員（2019年12月31日、ソフトバンクを退職。翌日の2020年1月1日に楽天モバイルへ転職）が同社から5Gに関する技術情報を不正に持ち出したとして、不正競争防止法違反の疑いでこの元社員を逮捕した。ソフトバンクは2020年2月に事態を把握し、警視庁に相談・被害申告。元社員が利用する楽天モバイルの業務用パソコン内に同社営業秘密が保管されており、楽天モバイルが同社営業秘密をすでに何らかの形で利用している可能性が高いと認識。今後、楽天モバイルにおいて同社営業秘密が楽天モバイルの事業に利用されることがないよう、同社営業秘密の利用停止と廃棄などを目的とした民事訴訟を提起する予定であること、引き続き捜査当局に全面的に協力し、当該元社員への損害賠償請求を含めた措置も視野に入れて、今後の対応を検討していくことを発表した。また楽天モバイル側も状況報告がなされたが、楽天モバイル広報部によると「逮捕された人物が弊社に在籍していることは間違いないが、詳細についてはお答えできない。警察の捜査に全面的に協力していく」と取材に答えている。
5月6日、ソフトバンクは元社員と転職先の楽天モバイルに対し、10億円の損害賠償と基地局の使用差し止めや廃棄などを求める訴えを東京地方裁判所に起こした。「持ち出された情報が、楽天モバイルが業務上利用するサーバーに保存され、ほかの社員が見られる状態にあったことを確認している」と主張していて、今後の審理の状況に応じて請求額が増えることがあるとしている。
2022年12月9日、東京地方裁判所は「転職先での職務に役立てようとした」として、元社員に懲役2年執行猶予4年、罰金100万円を言い渡した。

### 部長らによる詐欺事件
2023年11月8日、架空の事業への投資話を持ちかけて会社経営の男性から12億円をだまし取ったとして、ソフトバンクの元デジタルトランスフォーメーション統括部長や同社元課長ら3人を詐欺の疑いで逮捕された。元部長らはソフトバンク本社の会議室で、虚偽のプレゼンテーション資料などを示しながら、全国にある約3,500店のシステムを入れ替えるのに96億円がかかるなどと説明。ソフトバンクから入れ替えを請け負った企業に代金が支払われるまで期間が空くため、「12億円を融資してくれる投資家を探している」とし、配当として20%が得られるとうたっていたという。3人は2021年12月から2022年8月にかけ、本社会議室で複数回にわたって出資を募る説明会を開催していた。少なくとも計20人が参加したという。このうち被害男性を含む3人が出資話に応じ、計約13億円を振り込んだという。ソフトバンクは元部長と元課長を2022年10月に懲戒解雇した。11月28日、同じ手口で別の会社経営者から2,500万円を詐取したとして3人が詐欺容疑で再逮捕された。2024年1月12日、同じ手口で他の男性からも現金1億円を詐取したとして3人が詐欺容疑で追送検された。立件額は計13億2,500万円となり、警視庁捜査2課はこの事件の捜査を終結した。
2024年9月6日、東京地裁は元部長に懲役7年、元課長に懲役2年6月の判決を言い渡した。

## スポンサー
- Jリーグクラブのチームスポンサーを務めている。
  - ジェフユナイテッド市原・千葉（1997年 J-PHONE=東京デジタルホン=時代にユニフォームスポンサー）
  - 浦和レッドダイヤモンズ（2005年 - 2006年 vodafone時代にユニフォームスポンサー）
- サウジ・インターナショナル、全国高等学校バスケットボール選手権大会の特別協賛スポンサーを務めている。
- アメリカスカップ2017年大会に「ソフトバンク・チーム・ジャパン」としてエントリーを表明。チーム総監督は元Nippon challenge.〜BMWオラクルの早福和彦。スキッパーはディーン・バーカー（元チーム・ニュージーランド）。
- 仮面ライダーシリーズ - スポンサーではないが（CMはまれに入ることあり）、番組内で使用されている携帯電話の協力。J-PHONE時代から。
- PRODUCE 101 JAPAN（season1から特別協賛）
- Bリーグ（2016年からトップパートナー）

テレビ
現在
日本テレビ系
- 有吉ゼミ[注 14]
- ぐるナイ[注 14]
- 金曜ロードショー[注 15]
- FRIDAY ANIME NIGHT（2023年10月 - ）

フジテレビ系
- めざましテレビ（隔日）
- 土曜プレミアム[注 16]
- 芸能人が本気で考えた!ドッキリGP
- 千鳥のクセがスゴいネタGP

TBS系
- マツコの知らない世界
- 櫻井・有吉 THE夜会
- 水曜日のダウンタウン
- バナナサンド

テレビ朝日系
- 10万円でできるかな
- MUSIC STATION（2019年4月 - ）[注 15]
- ドラえもん（2020年3月 - ）
- テレビ千鳥（2020年10月 - ）

テレビ東京系
- オーイ! とんぼ（2024年4月 - ）

過去
- TBS水曜10時枠の連続ドラマ（TBS系）
- 水曜ドラマ（日本テレビ系）
- ダウンタウンDX（読売テレビ制作）
- 爆笑問題のバク天!（TBS系）
- 情報ライブ EZ!TV→週刊人物ライブスタ☆メン（フジテレビ系・関西テレビ制作）
- 謎を解け!まさかのミステリー（日本テレビ系）
- トリビアの泉 〜素晴らしきムダ知識〜（フジテレビ系）
- 脳内エステ IQサプリ（ - 2008年3月）（フジテレビ系）
- ジャンプ○○中（フジテレビ系）
- 爆笑レッドカーペット（フジテレビ系）
- 火曜ドラマ（- 2009年3月）（日本テレビ系）
- エンタの神様（ - 2009年9月）（日本テレビ系）
- とんねるずのみなさんのおかげでした（2006年4月 - 2009年9月）（フジテレビ系）
- はねるのトびら（ - 2010年3月）（フジテレビ系）
- 金曜ドラマ（2002年4月 - 2010年3月）（TBS系）[注 17]
- クイズ!ヘキサゴンII（2008年10月 - 2010年9月）（フジテレビ系）
- 爆笑レッドシアター（フジテレビ系）
- 人生が変わる1分間の深イイ話（2009年10月 - 2011年9月）（日本テレビ系）
- さんまのSUPERからくりTV（2011年4月 - 2012年3月）（TBS系）
- カスペ!（2010年10月 - 2012年3月）（フジテレビ系）
- 火曜曲!（2012年4月 - 9月）（TBS系）
- 爆笑!大日本アカン警察（2012年4月 - 2013年9月）（フジテレビ系）
- ホムカミ〜ニッポン大好き外国人 世界の村に里帰り〜（MBS制作）
- さまぁ〜ずの世界のすげぇにツイテッタ〜（MBS制作）
- 炎の体育会TV（2014年10月 - 2015年3月）（テレビ朝日系）
- 水10ドラマ（2013年10月 - 2015年3月）（フジテレビ系）
- もしものシミュレーションバラエティ お試しかっ!（テレビ朝日系）
- 土曜ドラマ（2011年10月 - 2015年9月）（日本テレビ系）※2012年3月まではPT扱い、4月からは60秒。
- ホンマでっか!?TV（2010年10月 - 2015年9月）（フジテレビ系）
- いきなり!黄金伝説。（2009年4月 - 2010年3月、2011年4月 - 2016年9月）（テレビ朝日系）
- SMAP×SMAP（2011年4月 - 2016年9月）（関西テレビ制作・フジテレビ系）
- 情報7daysニュースキャスター→新・情報7DAYSニュースキャスター（2010年10月 - 2017年3月）（TBS系）
- 日曜洋画劇場→日曜エンターテインメント（2006年10月 - 2017年3月）（テレビ朝日系）
- 中居正広の金曜日のスマたちへ→中居正広の金曜日のスマイルたちへ（2009年10月 - 2017年9月）（TBS系）
- 世界一受けたい授業（2010年10月 - 2017年9月）（日本テレビ系）
- ぴったんこカン・カン（2012年10月 - 2017年9月）(TBS系)
- 痛快TV スカッとジャパン（2015年10月 - 2017年9月）（フジテレビ系）
- 日本人の3割しか知らないこと くりぃむしちゅーのハナタカ!優越館（2016年10月 - 2017年9月）（テレビ朝日系）
- めちゃ×2イケてるッ!（ - 2010年9月、2013年4月 - 2014年9月、2017年4月 - 2018年3月）（フジテレビ系）
- ジョブチューン アノ職業のヒミツぶっちゃけます!（2017年10月 - 2018年3月）（TBS系）
- マツコ会議 (2015年10月 - 2019年3月）（日本テレビ系）
- 林先生が驚く初耳学!（2015年10月 - 2019年3月）（MBS制作）
- 名探偵コナン（2018年10月 - 2019年3月）（日本テレビ系）
- 奇跡体験!アンビリバボー（2010年10月 - 2013年3月、2018年4月 - 2019年3月）（フジテレビ系）
- 金曜☆ロンドンハーツ（テレビ朝日系）
- 陸海空 世界征服するなんて（テレビ朝日系）
- 踊る!さんま御殿!!（2012年4月 - 2020年3月）（日本テレビ系）
- ニンゲン観察バラエティ モニタリング（2015年4月 - 2020年3月）（TBS系）
- しゃべくり007（2017年4月 - 2020年9月）（日本テレビ系）[注 18]
- それって!?実際どうなの課（2019年4月 - 2020年9月）（中京テレビ制作、日本テレビ系）※前半ナショナルスポンサー。
- 嵐にしやがれ（2020年10月 - 12月）（日本テレビ系）[注 19]
- 日曜プライム（2020年4月 - 9月）（テレビ朝日系）
- マツコ&有吉 かりそめ天国（2020年4月 - 9月）（テレビ朝日系）[注 20]
- 超逆境クイズバトル!! 99人の壁（2021年4月 - 9月）（フジテレビ系）